# Медакин, Александр Георгиевич
Алекса́ндр Гео́ргиевич Меда́кин (23 сентября 1937, Москва — 14 января 1993, Москва) — советский футболист, защитник. Мастер спорта СССР.

## Биография
Воспитанник ФШМ. Состоял в ВЛКСМ. Первые матчи сыграл в юношеской команде московского «Спартака». Будучи капитаном московского «Торпедо», стал чемпионом СССР и обладателем Кубка СССР 1960 года.
«100 лет российскому футболу»: «Подвижный, техничный, тактически грамотный, смело вступал в силовые единоборства, хорошо взаимодействовал с партнёрами. Отличался строгой, надёжной игрой в защите. Его весёлый нрав, любовь к пению создавали в команде непринуждённую обстановку.»
Умер от сердечной недостаточности 14 января 1993 года в Москве. Похоронен на Ваганьковском кладбище.

## Выступления
- «Торпедо» Москва (1956—1963) (Капитан команды в 1960—1962)
- «Черноморец» Одесса (1964—1965)
- «Шинник» Ярославль (1966)

## Сборная
- За сборную СССР сыграл 3 матча.
- Первый матч за сборную СССР провёл 21 мая 1961 против Польши (0:1).
- Последний матч за сборную СССР провёл 1 июля 1961 против Норвегии (5:2).

## Достижения
- Чемпион СССР 1960 года.
- Обладатель Кубка СССР 1960 года.
- В списке лучших игроков сезона два раза: № 2 (1960); № 3 (1959).

## Тренерская карьера
- Старший тренер команды «Знамя труда» Орехово-Зуево (1967—1968).
- Старший тренер команды «Нарзан» Кисловодск (1969—1970).
- Старший тренер ДЮСШ «Трудовые резервы» Кисловодск (1971—1972).
- Тренер в ДЮСШ и администратор команды «Торпедо» Москва (1973—1978).